# Franz Xaver Mayr (Naturwissenschaftler)

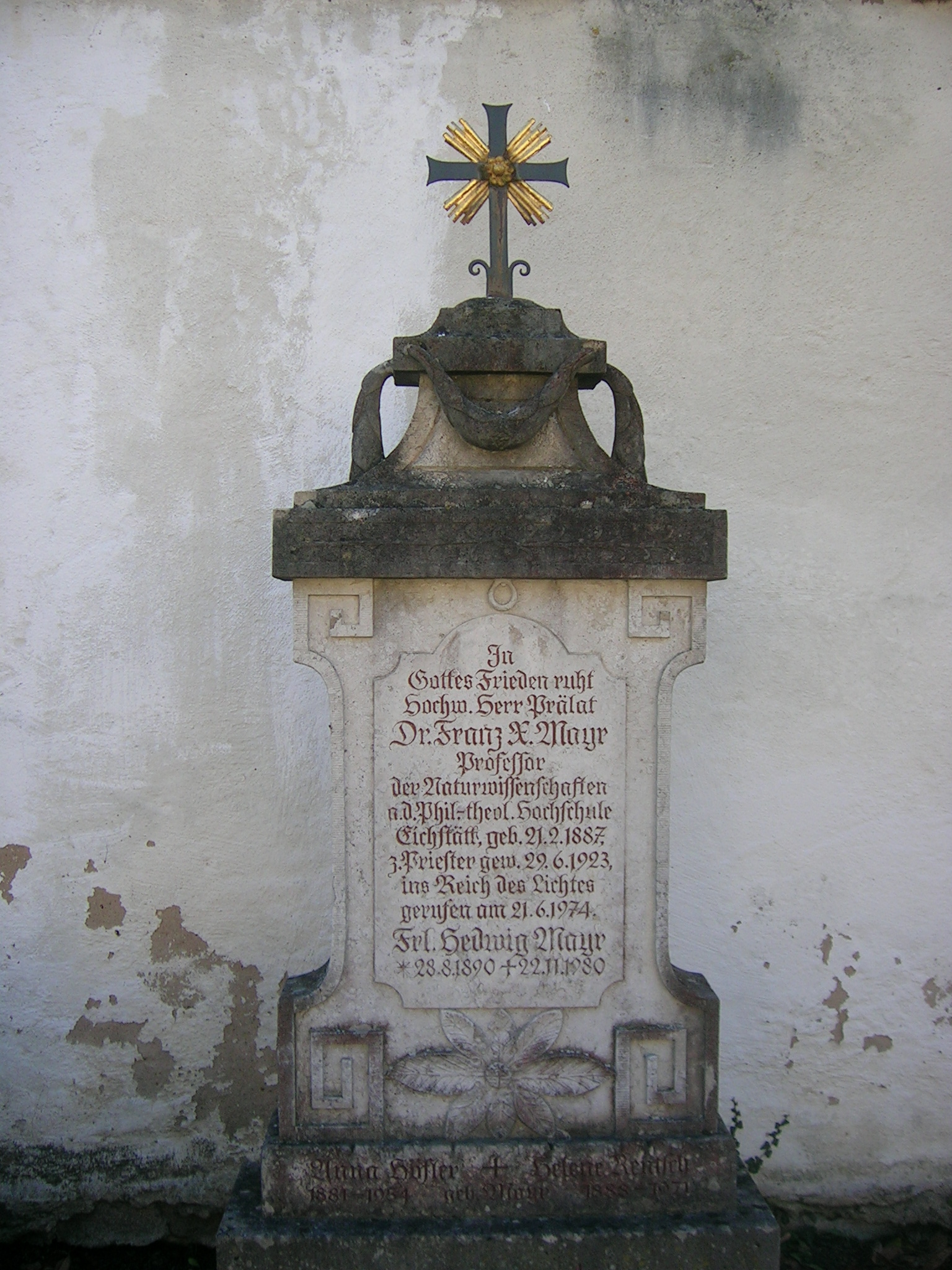
Grabstein am Eichstätter Ostenfriedhof

Franz Xaver Mayr (* 21. Februar 1887 in Pfronten-Ried 224 1/4; † 21. Juni 1974 in Neumarkt in der Oberpfalz) war ein deutscher römisch-katholischer Priester und Fossiliensammler.

## Leben
Die Eltern waren der königliche Hauptzollamtskontrolleur Jakob Mayr und seine Ehefrau Karolina, geborene Freün. Franz Xaver Mayr studierte vor dem Ersten Weltkrieg in Erlangen Naturwissenschaften und wurde in Botanik promoviert. Er war zunächst Lehrer, studierte dann ab 1921 Katholische Theologie und wurde 1923 zum Priester geweiht. Von 1923 bis zu seiner Pensionierung 1958 war er Professor an der Philosophisch-Theologischen Hochschule in Eichstätt, wo er Naturwissenschaften unterrichtete, unter anderem Geologie, Chemie und Biologie. Er trug eine bedeutende Fossiliensammlung aus dem Solnhofener Plattenkalk zusammen, die später den Grundstock des Juramuseums Eichstätt bildete.
Mayr war der erste Vorsitzende der Ortsgruppe Eichstätt des Bundes für Naturschutz in Bayern.
Im November 1933 unterzeichnete er das Bekenntnis der deutschen Professoren zu Adolf Hitler.
Mayr war seit 1907 Mitglied der katholischen Studentenverbindung KDStV Aenania München.